# Fugarul (roman de Richard Bachman)
Fugarul (1982) (titlu original The Running Man) este un roman science fiction scris de Stephen King și publicat pentru prima dată sub pseudonimul Richard Bachman. În 1985, cartea a apărut în ediția omnibus The Bachman Books.
Romanul conține 101 capitole, ale căror titluri prezintă o numărătoare inversă. Primul este intitulat „...100 și numărătoarea inversă CONTINUĂ...”, cifrele descrescând până la ultimul capitol, „...000 și numărătoarea inversă CONTINUĂ...”.

## Prezentare generală

### Richard Bachman
Fugarul este una dintre cărțile publicate de Stephen King sub pseudonimul Richard Bachman, celelalte fiind Rage (1977), The Long Walk (1979) și Roadwork (1981). Richard Bachman a fost creat nu pentru a-i ascunde temporar identitatea, ci ca alter-ego pe termen lung, dar numele real a fost dezvăluit presei, lucru care l-a înfuriat pe King. Una dintre operele sale ulterioare, The Dark Half, se bazează pe dezvăluirea acestui pseudonim.

### Procesul creativ
Conform celor spuse de King în autobiografia sa din 2002 On Writing: A Memoir of the Craft, Fugarul a fost scrisă într-o săptămână, spre deosebire de stilul său obișnuit de 2.000 de cuvinte sau 10 pagini pe zi (King declara că scrierea unui roman ar trebui să ia în jur de trei luni în acest ritm). King a descris Fugarul în The Importance of Being Bachman ca „...o carte scrisă de un tânăr furios, energic și infatuat de arta și tehnica scrisului”.

## Intriga
Acțiunea se petrece în anul 2025 într-o Americă devenită distopie totalitaristă. Protagonistul cărții, Ben Richards, locuiește într-o suburbie și nu-și mai poate găsi de lucru din cauza spiritului său anarhic. Sătul să fie întreținut de soția sa care se prostituează și dornic de a-i putea cumpăra fetiței sale medicamentele necesare însănătoșirii, Richards se îndreaptă spre Rețeaua Jocurilor - o televiziune aflată sub control guvernamental care difuzează spectacole violente. După un examen fizic și mental extrem de riguros, Richards este selectat să participe la cel mai popular și periculos program al Rețelei Jocurilor, Fugarul.
Dan Killian, producătorul executiv al programului, îl pune în temă cu provocările pe care le va întâmpina odată cu începerea jocului. Concurentul este declarat inamic public și primește un avans de 12 ore înainte de începe să fie urmărit de Vânători - o echipă de elită menită să-l prindă și să-l lichideze. Fiecare oră în care se află în libertate îi aduce concurentului 100$, fiecare polițist sau Vânător ucis alți 100$, iar supraviețuirea timp de 30 de zile conduce la marele premiu de 1 miliard de dolari. Orice informație pe care cetățenii americani o oferă despre concurent este recompensată financiar, iar capturarea sa de către aceștia duce la încasarea unor sume fabuloase. Misiunea este îngreunată și de faptul că, zilnic, concurentul trebuie să înregistreze două casete pe care să le trimită Rețelei Jocurilor. În lipsa lor, familia lui nu va mai primi bani, dar el tot va fi căutat și ucis.
Deși este convins că acest ultim amănunt este menit să dezvăluie continuu poziția în care se află, Richards acceptă. După ce fuge mai întâi în New York, el se refugiază la un hotel din Boston, unde este cât pe ce să fie capturat de Vânători. Richards aruncă în aer hotelul, omorând cu această ocazie și câțiva dintre cei care-l vânau, după care se ascunde într-un ghetou. Acolo îl întâlnește pe Bradley, un tânăr negru care îl ajută să părăsească orașul și să se refugieze în Manchester, New Hampshire, unde rămâne nedepistat timp de câteva zile sub deghizarea unui preot miop. Pe lângă asta, Bradley îi oferă lui Richards un punct poștal din Boston către care să expedieze casetele și de unde acestea să fie redirecționate către Rețeaua Jocurilor, punând astfel urmăritorii pe o pistă falsă.
Conștient că nu e sigur să rămână prea mult timp într-un loc, Richards merge în Portland, Maine, unde se află un prieten al lui Bradley. Acesta îl ajută, dar mama sa anunță autoritățile și Richards reușește cu greu să scape, dar este rănit. El piratează o mașină condusă de o femeie din clasa de mijloc, Amelia Williams, pe care o ia ostatică. În paralel, anunță mass-media despre traseul pe care-l urmează, convins că, autoritățile nu vor avea curajul să lanseze un atac care să pună în pericol viața unei femei nevinovate.
Cu ajutorul Ameliei, Richards cere și primește un avion la bordul căruia se îmbarcă împreună cu ea și cu șeful vânătorilor, temutul McCone, jucând o ultimă carte: pretinde că ar avea supra sa un explozibil extrem de puternic care, în cazul în care avionul - cu care zboară puțin mai sus de înălțimea clădirilor - ar fi lovit de o rachetă, ar distruge cartiere întregi din orașele peste care trece. Dan Killian îl contactează și, entuziasmat de inteligența ieșită din comun dovedită, îi propune grațierea și ocuparea postului lui McCone. Richards este tentat să accepte, dar află că soția și fiica sa fuseseră ucise la puțin timp de la momentul începerii Fugarului. Într-un ultim act de revoltă, îi ucide pe ocupanții avionului și apoi se lovește cu acesta de clădirea Rețelei Jocurilor, pe care o distruge.

## Personaje
- Benjamin Ben Stuart Richards - american de 28 de ani, anarhist și inteligent, pe care condițiile de viață îl determină să se înscrie în emisiunea Fugarul pentru a asigura bunăstarea materială a familiei sale
- Sheila Catherina Richards - soția lui Ben, nevoită să se prostitueze pentru a întreține familia
- Catherine Cathy Sarah Richards - fiica celor doi, bolnavă de pneumonie
- Dan Killian - producătorul executiv al programului Fugarul
- Molie Jernigan - comerciant bătrân care operează atât pe piața legală, cât și de cea neagră și-l ajută pe Ben să capete o identitate falsă
- Bradley - tânăr negru dintr-un ghetou din Boston care-l ajută pe Ben să părăsească orașul fără a fi prins de polițiști
- Stacey - fratele mai mic al lui Bradley
- Elton Parrakis - tânăr supraponderal din Portland, prieten cu Bradley, care-l ajută pe Ben să scape de urmărirea poliției
- Virginia Parrakis - mama lui Elton care, din dorința de a-și proteja băiatul, pune poliția pe urmele lui Ben
- Amelia Williams - femeie din clasa de mijloc pe care Ben o ia ostatică pentru a scăpa de barajele poliției
- Evan McCone - șeful Vânătorilor, unitatea de elită a emisiunii Fugarul, menită să-l captureze și să-l lichideze pe Ben
- Robert S. Donahue - reprezentant al Controlului Consiliului Jocurilor îmbarcat la bordul avionului în care urcă Ben, sub acoperirea unui navigator de zbor
- Don Holloway - pilotul avionului la bordul căruia se urcă Ben
- Wayne Duninger - copilot pe același aparat de zbor

## Opinii critice
Fugarul a primit un rating de 4,5 stele din 5 pe Amazon.com și 3,71 stele din 5 pe Goodreads. The Guardian consideră cartea net superioară filmului, apreciind ritmul care - prin intermediul numărătorii inverse din titlu capitolelor - îți indică apropierea de sfârșitul acțiunii și crede că „Ben dă glas propriilor opinii ale lui King despre direcția în care s-ar putea îndrepta societatea; are ceva de spus și o face prin suferința sa”.

## Adaptări
În 1987, romanul a fost ecranizat în producția The Running Man (Justiția viitorului) în regia lui Paul Michael Glaser, cu Arnold Schwarzenegger interpretând rolul lui Benjamin Richards. King, care-l descrisese pe protagonist ca „sfrijit” și „pre-tuberculos”, a declarat că Richards (din carte) este „...cât se poate de diferit de personajul interpretat de Arnold Schwarzenegger în film”.
Deși majoritatea criticilor a lăudat prestația lui Richard Dawson în rolul lui Killian, opinia generală a criticii a fost amestecată. Pe site-ul Rotten Tomatoes, filmul a obținut un scor de 5,5 din 10 pe baza recenziilor făcute de 33 de critici.